# Municipio de Ruzhintsi
El municipio de Ruzhintsi (búlgaro: Община Ружинци) es un municipio búlgaro perteneciente a la provincia de Vidin.
En 2011 tiene 4374 habitantes, el 80,67% búlgaros y el 18,61% gitanos. La capital municipal es Ruzhintsi y el pueblo con más habitantes es Drenovets.
Se ubica en un área rural del sureste de la provincia y su término municipal limita con la vecina provincia de Montana. Por la capital municipal pasa la carretera E79, que une las ciudades de Vidin y Montana.

## Pueblos
El municipio comprende diez pueblos: 
| Pueblo      | Cirílico   | Población (diciembre de 2009) |
| ----------- | ---------- | ----------------------------- |
| Ruzhintsi   | Ружинци    | 915                           |
| Belo Pole   | Бело поле  | 929                           |
| Cherno Pole | Черно поле | 283                           |
| Dinkovo     | Динково    | 158                           |
| Drazhintsi  | Дражинци   | 219                           |
| Drenovets   | Дреновец   | 1517                          |
| Gyurgich    | Гюргич     | 278                           |
| Pleshivets  | Плешивец   | 247                           |
| Roglets     | Роглец     | 27                            |
| Topolovets  | Тополовец  | 317                           |
| Total       |            | 4890                          |